# Veja Esta Canção
Veja Esta Canção é um filme brasileiro de 1994, dirigido por Cacá Diegues, uma obra em quatro seguimentos, cada um inspirado em uma canção de sucesso e que lhe dá nome.

## Produção
Realizado durante a chamada retomada do cinema brasileiro, foi co-produzido pela TV Cultura e Banco Nacional, filmado em quatro semanas, na cidade do Rio de Janeiro, como forma de baratear a produção. As quatro canções que são a base para o filme, foram cedidas pelos compositores, por causa da relação pessoal que tinham com Cacá Diegues, diretor do filme.
Co-produzido pela TV Cultura, em 1994 foi exibido pelo canal em forma de minissérie, e posteriormente exibidos nos cinemas como um longa-metragem.

## Enredo
Quatro histórias de amor, cada uma inspirada em uma canção de amor da música popular brasileira, cada uma ambientada em uma região diferente da cidade do Rio de Janeiro.
Em Pisada de Elefante, uma adaptação livre da ópera Carmem de Georges Bizet, o policial rodoviário Zé Maria (Leon Goes) se apaixona por Lili (Carla Alexandar), uma dançarina de boates e churrascarias de beira de estrada. Baseado na canção homônima de Jorge Ben Jor.
Drão, em tom de comédia tem como personagens um jovem casal de classe média, o publicitário Marcos André (Pedro Cardoso) e a dona de boutique Sandra (Débora Bloch), que enfrenta uma crise no casamento e ao decidir pela separação, se descobrem mais unidos. Baseado na canção homônima de Gilberto Gil.
Baseado na canção de Caetano Veloso, Você É Linda lida com
dois moradores de rua adolescentes que descobrem o amor. Inspirado pelo documentário Uma Casa Para Pelé (1992).  Baseado na canção homônima de Caetano Veloso.
Samba do Grande Amor descreve a paixão de um apontador de jogo do bicho pela voz de uma cantora vinda de um prédio do outro lado da rua. Baseado na canção homônima de Chico Buarque.

## Elenco
Pisada de Elefante
- Leon Goes como Zé Maria
- Carla Alexandar como Lili
- Jacqueline Laurence como Tia Carmem
- Floriano Peixoto como Gouveia
- Alexandre Lippiani como Duda
- Susana Ribeiro como Neide
- Mestre Toni

Drão
- Débora Bloch como Sandra
- Pedro Cardoso como Marcos André
- Catarina Abdala como Filó
- Marcelo Tas como Jogador
- Regininha Poltergeist como Laurinha
- Dudu Sandroni como Jogador
- Cacá Mourthé como Paulinha
- Maria Lúcia Dahl como Rita
- Karen Acioly como Bruna
- Hélio Passos como Paulo
- Antônio Teixeira
- Ailton Vasconcelos

Você é Linda
- Cassiano Carneiro
- Adriana Zanyelo
- Lúcio Barros
- Bruno Dias
- Guti Fraga
- Bianca Guedes
- Tim Perry
- Gabriela Lins e Silva
- André Simpson
- Chica Simpson
- Leonardo Teixeira
- Luciano Vidigal

Samba do Grande Amor
- Fernanda Montenegro como Alzira
- Fernando Torres como Amélio
- Emílio de Mello como João
- Chico Díaz como Mário
- Sílvia Buarque como Antônia
- Isa Viana
- Alexandre Zacchia como Bira
- Celso André
- David Neves

## Trilha sonora
A trilha sonora foi lançada em CD pela gravadora Warner Music Brasil em 1994. O disco contém 11 faixas, com as canções inspiradoras, com exceção de "Você é Linda", e algumas músicas que na película serviram como pano de fundo.
Repertório do CD

1. Milton Nascimento - "Veja Esta Canção" (Milton Nascimento e Fernando Brant)

2. Jorge Ben Jor - "Pisada de Elefante" (Jorge Ben Jor)

3. Djavan e Sérgio Ricardo - "Samba do Grande Amor" (Chico Buarque)

4. Gilberto Gil - "Drão" (Gilberto Gil)

5. Ed Motta - "Vamos Dançar" (Ed Motta e Rafael Cardoso)

6. Barão Vermelho - "Flores do Mal" (Roberto Frejat e Guto Goffi)

7. Ira! - "Arrastão! (Ladrão que Rouba Ladrão)" (Edgard Scandurra)

8. Renata Arruda - "Festa" (Renata Arruda, Pedrin Gomes e Rick Magic)

9. Kid Abelha - "Deus (Apareça na Televisão)" (George Israel, Sérgio Dias e Paula Toller)

10. Banda Brasil - "Tetéia" (Kae)

11. Cristina Monteiro - "Santa Madrugada" (Paulo Debétio e Paulinho Rezende)

## Prêmios e nomeações
| Ano  | Premiação                                                          | Categoria               | Trabalho         | Resultado | Ref.          |
| ---- | ------------------------------------------------------------------ | ----------------------- | ---------------- | --------- | ------------- |
| 1994 | Fédération Internationale de la Presse Cinématographique           | Prêmio da Crítica       | Veja Esta Canção | Venceu    | [ 11 ] [ 12 ] |
| 1994 | Festival Internacional del Nuevo Cine Latinoamericano de La Habana | Melhor diretor          | Cacá Diegues     | Venceu    | [ 13 ] [ 11 ] |
| 1994 | Festival Biarritz Amérique Latine                                  | Prêmio especial do júri | Veja Esta Canção | Venceu    | [ 11 ]        |
| 1994 | Mostra Internacional de Cinema e Vídeo de Cuiabá                   | Melhor filme            | Veja Esta Canção | Venceu    | [ 11 ]        |
| 1995 | Festival Latino-Americano de Rhode Island                          | Melhor Atriz            | Débora Bloch     | Venceu    | [ 11 ]        |